# Anna North
Anna North (Williamsburg, 1983) è una scrittrice e giornalista statunitense.

## Biografia
Nata nel 1983 a Williamsburg, è cresciuta a Los Angeles e risiede a Brooklyn.
Dopo la laurea all'Iowa Writers' Workshop dell'Università dell'Iowa, ha lavorato per il New York Times prima di entrare a far parte dello staff di Vox come senior reporter.
Nel 2011 ha esordito nella narrativa con il romanzo distopico America Pacifica al quale ha fatto seguito Vita e morte di Sophie Stark nel 2015 e Fuorilegge nel 2021.

## Opere

### Romanzi
- America Pacifica (2011)
- Vita e morte di Sophie Stark (The Life and Death of Sophie Stark, 2015), Milano, Astoria, 2020 traduzione di Valentina Ricci ISBN 978-88-332-1046-9.
- Fuorilegge (Outlawed), Milano, Astoria, 2021 traduzione di Valentina Ricci ISBN 978-88-332-1059-9.

## Premi e riconoscimenti
Lambda Literary Award
- 2016 - vincitrice nella categoria Bisexual Literature con Vita e morte di Sophie Stark[9]